# Diospyros sandwicensis
Diospyros sandwicensis är en tvåhjärtbladig växtart som först beskrevs av A. Dc., och fick sitt nu gällande namn av Takasi Takashi Yamazaki. Diospyros sandwicensis ingår i släktet Diospyros och familjen Ebenaceae. Inga underarter finns listade i Catalogue of Life.

## Bildgalleri

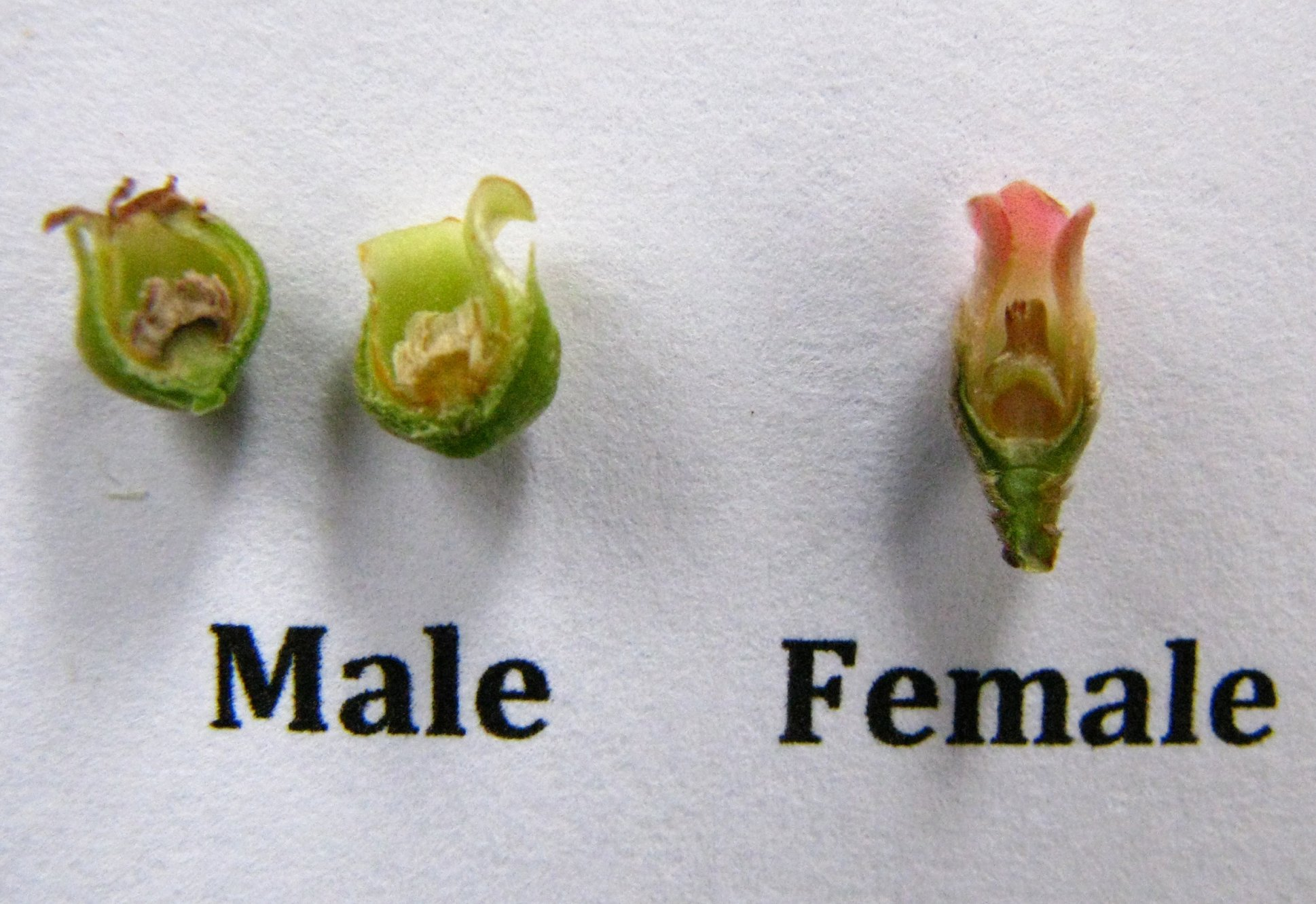
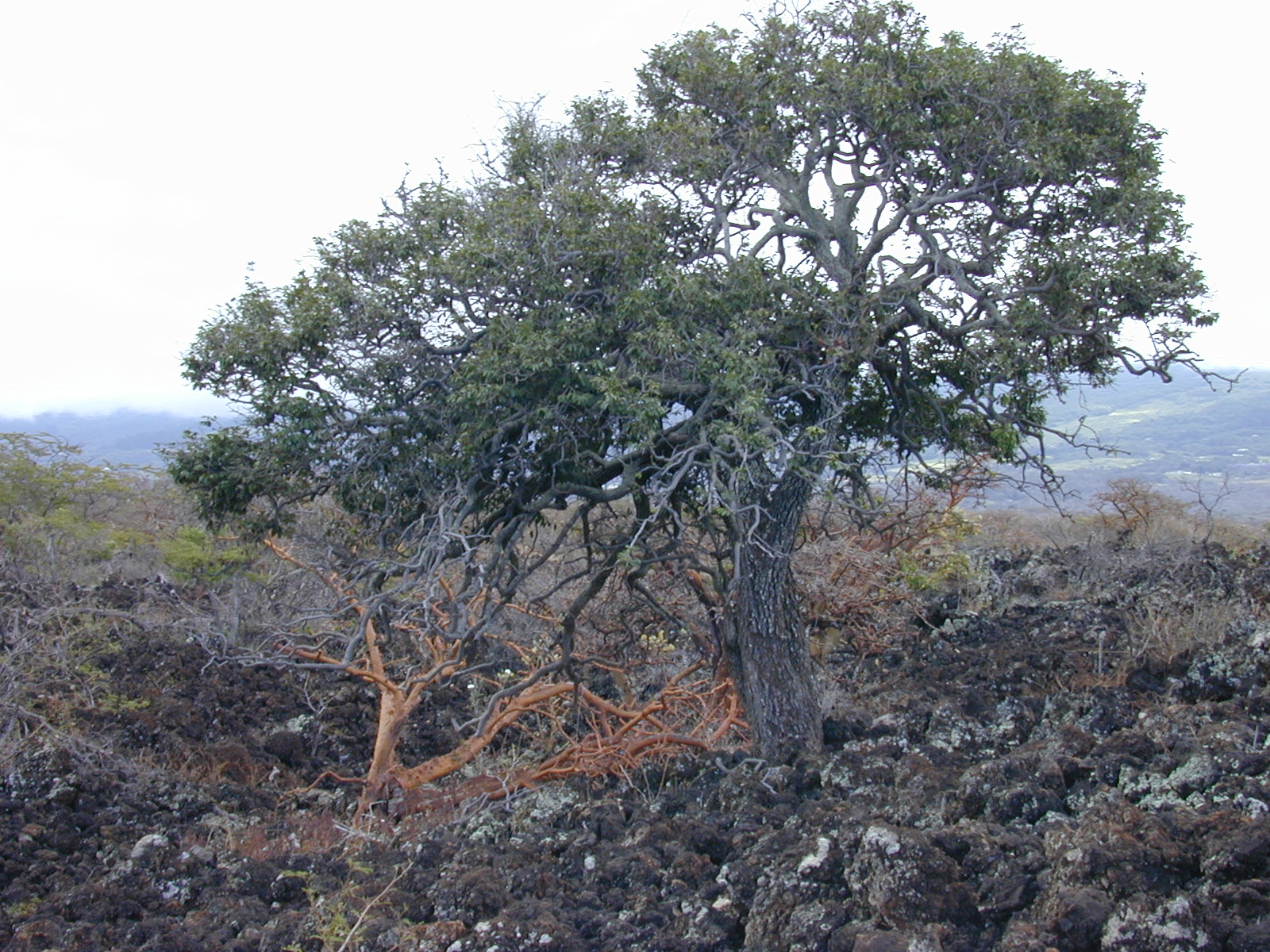
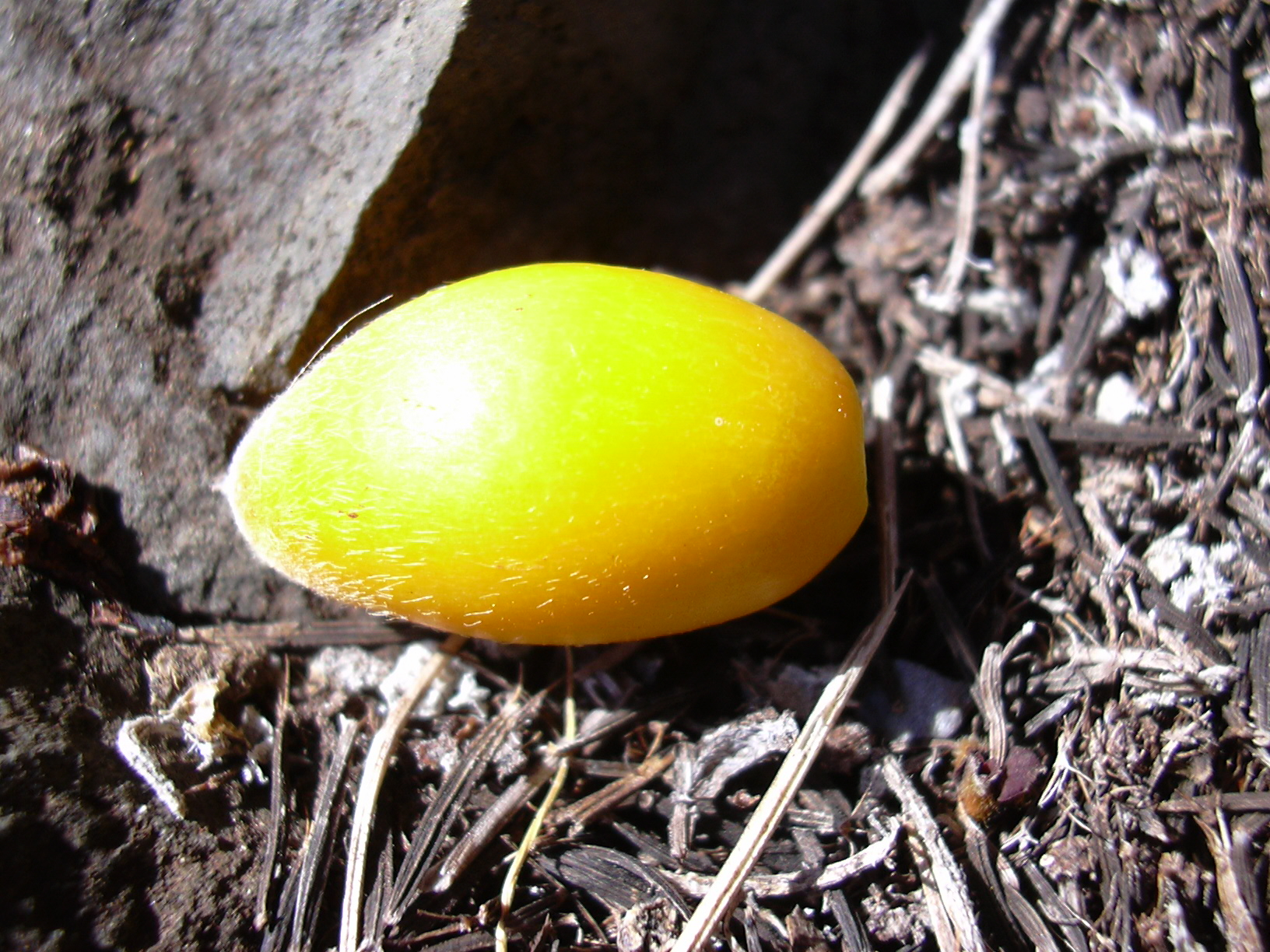
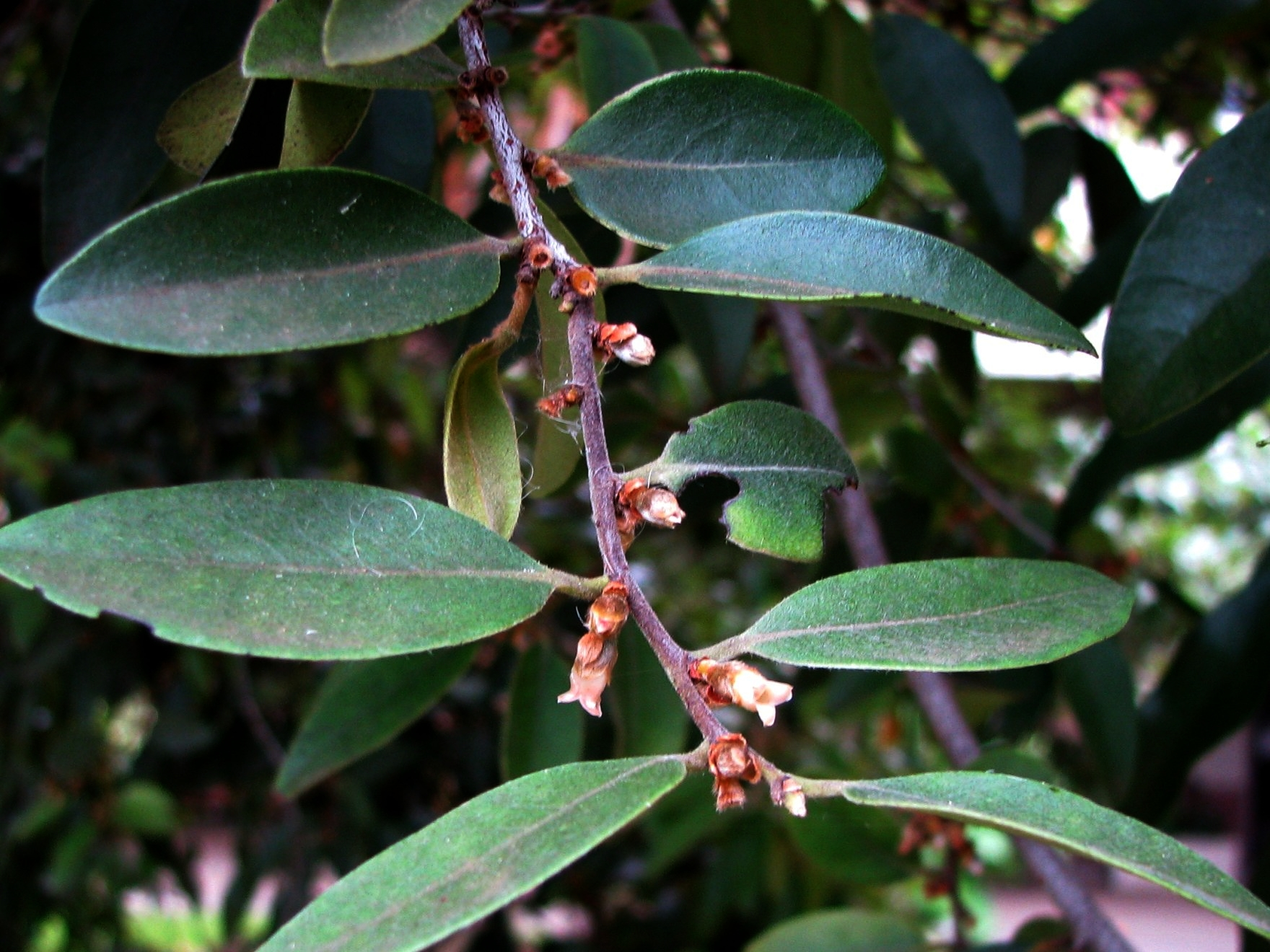
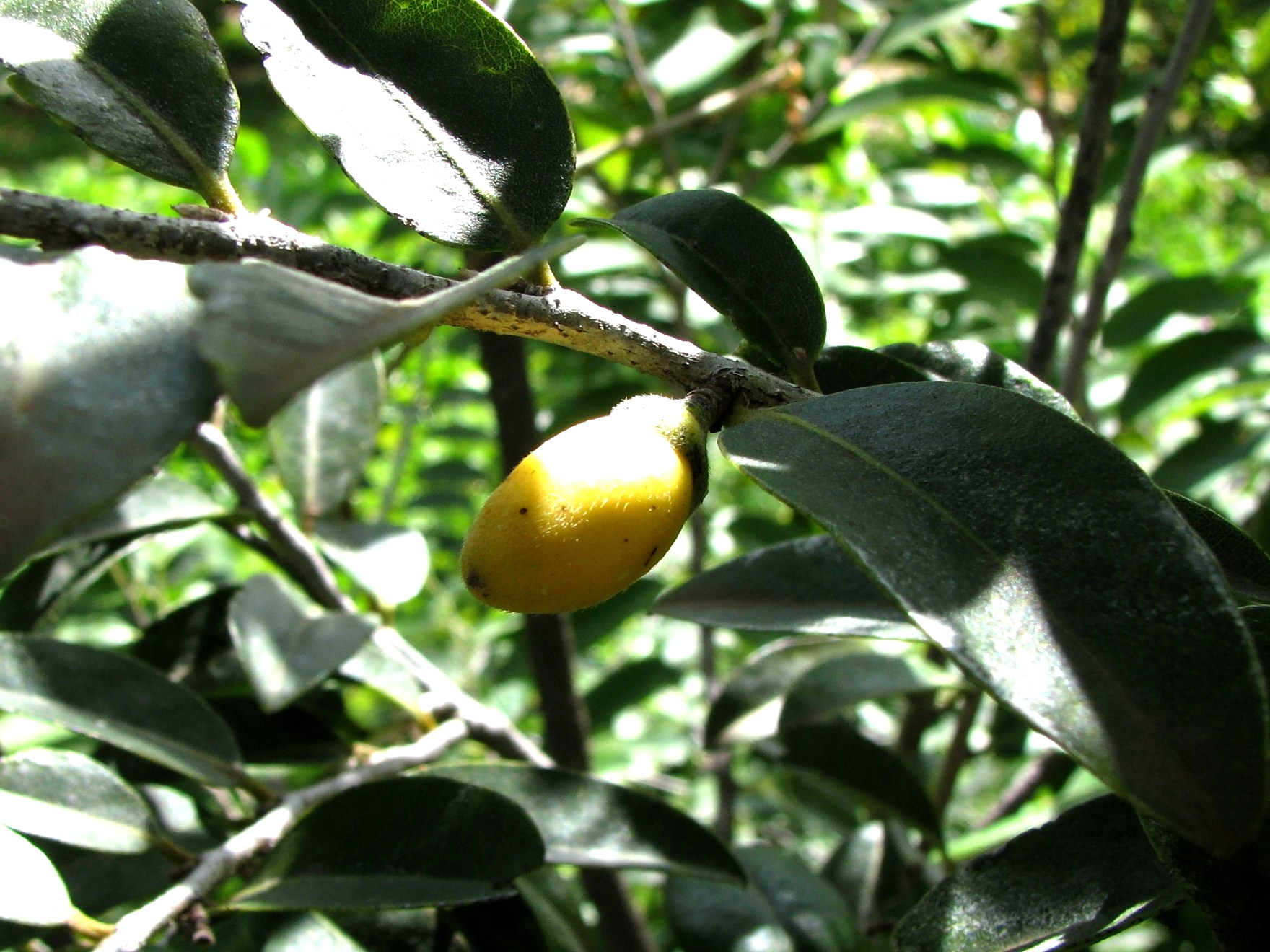
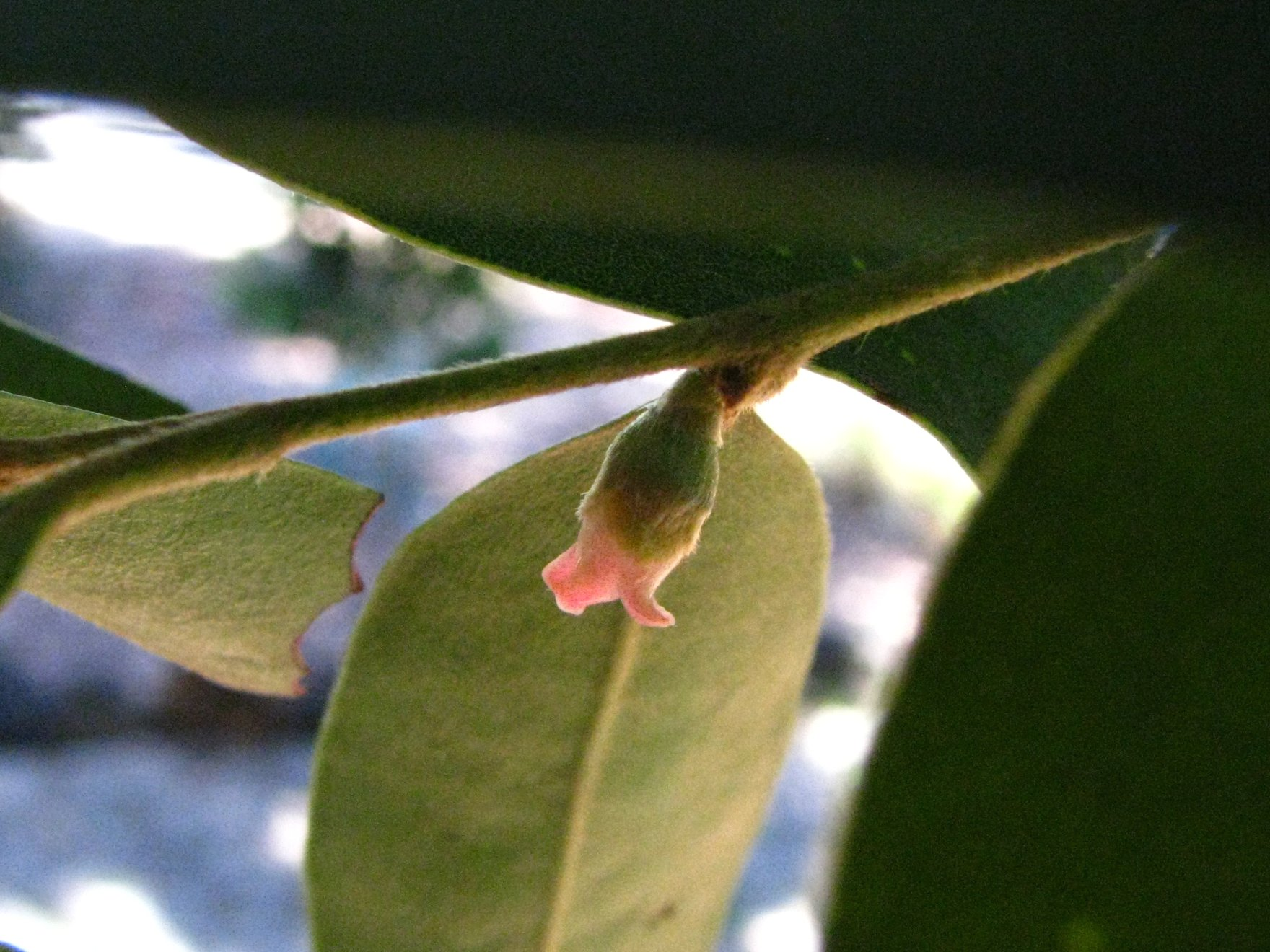